# 乙二酰二胺
乙二酰二胺又名草酰胺，分子式(CONH2)2，常温下为非常稳定的无色结晶或粉末，可溶于乙醇，微溶于水，不溶于乙醚。乙二酰二胺是草酸的二酰胺衍生物，氰是乙二酰二胺的酸酐。

## 制备
工业上，乙二酰二胺可以通过氰的水化制备，其中氰由氰化氢催化氧化制得。  
2 HCN + 1/2 O2 + H2O → (CONH2)2
ΔH = -440 kJ/mol
实验室制备方法包括乙二酸二乙酯氨解、乙二酸二铵脱水、甲酰胺缩合等方法。
2009年，自然化学报道了利用铪配合物直接从氮气和一氧化碳制备乙二酰二胺的方法。

## 用途
乙二酰二胺可以缓慢水解并释放氨，可以用作替代尿素的缓释氮肥。它可以用作硝化纤维制品的稳定剂。
乙二酰二胺还可以作为固体火箭发动机燃料高氯酸氨复合推进剂的减速剂，只需加入1-3%（质量分数）的乙二酰二胺就可以在不减少推进剂比冲的情况下减缓燃烧速度。

## 反应
乙二酰二胺在350 °C分解为氰和水。
乙二酰二胺可以通过氢键网络形成自组装单分子膜。

## 注意
不应将草酰胺（Oxamide）与苯酰菌胺（Zoxamide，一种苯酰氨类抗真菌剂的通用名）相混淆。